# LEDA 2821049
LEDA 2821049(4C +48.48)는 백조자리에 위치한 거대 전파 은하로, 지구에서 약 11억 광년 떨여져 있다.